# Cosmos 57

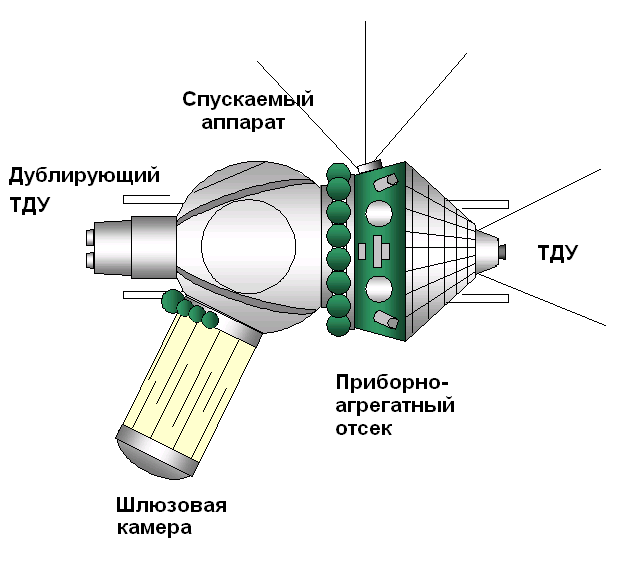
Mapa detalhado da nave.

Cosmos 57 foi uma missão espacial do Programa Voskhod envolvendo o lançamento de uma nave não-tripulada semalhante a Voskhod 2 para testes dos sistemas de voo e da cabine inflável usada para atividade extraveicular.
A nave foi lançada do Cosmódromo de Baikonur por um foguete Voskhod/Soyuz em 22 de fevereiro de 1965 às 07h40 GMT e colocada em uma órbita de 165 x 427km e inclinação de 64,7°, carregando bonecos de teste simulando dois cosmonautas. A cabine inflável foi testada com sucesso às 07h50. Porém, às 09h00, um sinal de rádio não autorizado vindo de uma estação de rastreamento interfere com uma transmissão legítima, causando o acionamento prematuro (e na direção errada) dos retrofoguetes, desestabilizando a órbita da nave. Às 10h20 a estação em terra ordenou sua auto-destruição.